# Hiệp sĩ lang thang

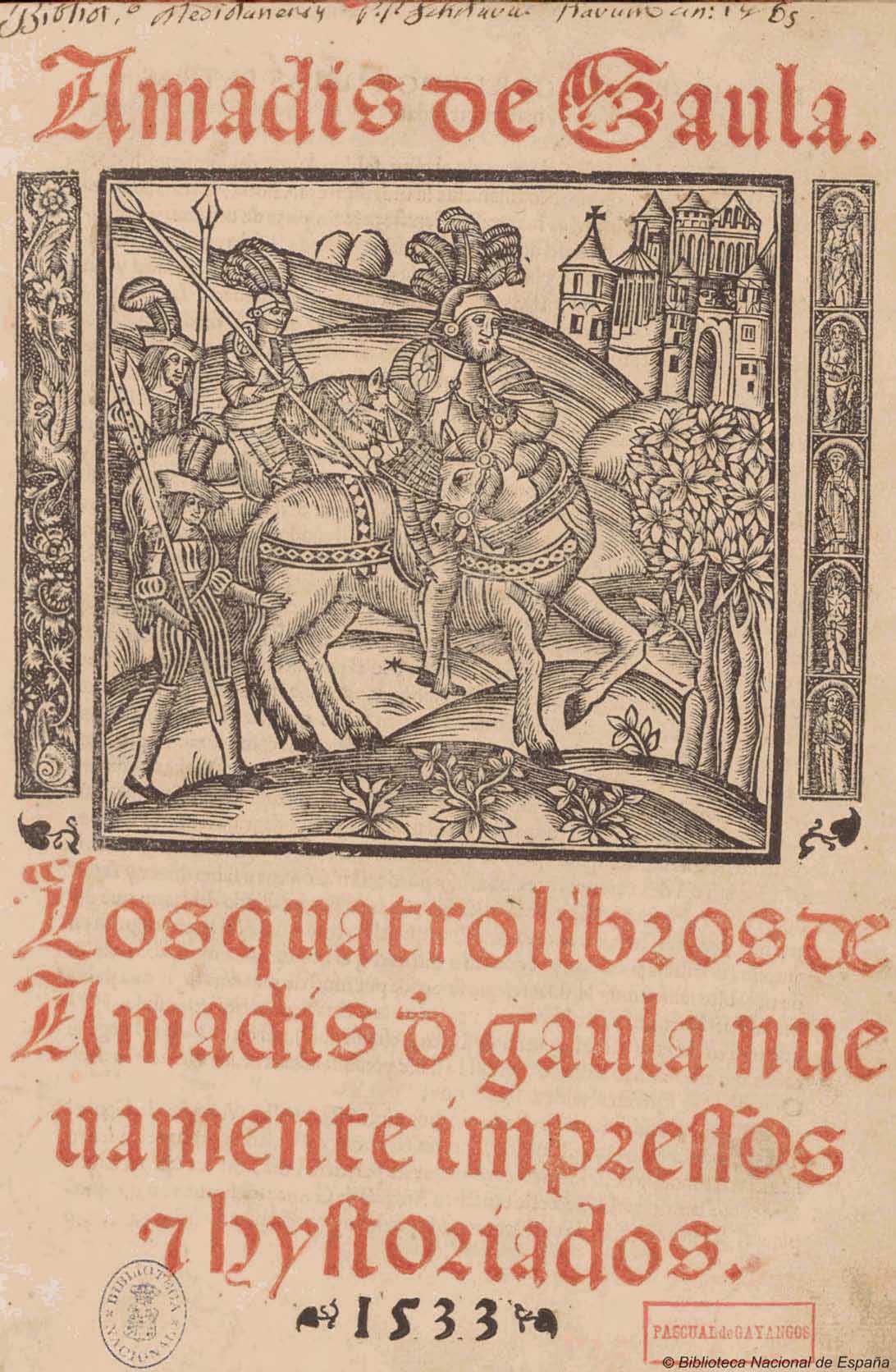
Trang bìa truyện kỵ sĩ Tình yêu của Gaula (Amadís de Gaula) năm 1533

Hiệp sĩ lang thang (tiếng Anh: knight-errant) hay hiệp sĩ giang hồ (tiếng Anh: knight errant) là một nhân vật trong nền văn học kỵ sĩ thời Trung Cổ ở châu Âu. Cụm từ lang thang hoặc giang hồ (dịch sang tiếng Anh là "errant") ngụ ý rằng người hiệp sĩ sẽ đi lang bạt khắp xứ sở như thế nào để tìm kiếm hành trình chứng tỏ tinh thần mã thượng của mình, có thể là đọ kiếm tay đôi trên tinh thần hiệp sĩ (pas d'armes) trong khi một số vị khác lại chọn con đường theo đuổi tình yêu phong nhã.

## Sự mô tả
Hiệp sĩ lang thang là một nhân vật đã rời khỏi thế giới nguồn gốc của mình, để tự mình đi đến những điều đúng sai hoặc để kiểm tra và khẳng định lý tưởng hiệp sĩ của mình. Anh ta được thúc đẩy bởi chủ nghĩa lý tưởng và những mục tiêu thường là hão huyền. Ở châu Âu thời Trung cổ, chế độ hiệp sĩ tồn tại trong văn học, mặc dù các tác phẩm hư cấu từ thời này thường được trình bày dưới dạng phi hư cấu.
Hình mẫu của kỵ sĩ là những anh hùng của Bàn tròn của chu kỳ Arthurian như Gawain, Lancelot và Percival. Nhiệm vụ xuất sắc nhất trong việc truy đuổi mà những hiệp sĩ này lang thang trên các vùng đất là Chén Thánh, chẳng hạn như trong Perceval, Câu chuyện về Chén Thánh được viết bởi Chrétien de Troyes vào những năm 1180.
Nhân vật hiệp sĩ lang thang tồn tại trong văn học lãng mạn khi nó phát triển vào cuối thế kỷ 12. Tuy nhiên, thuật ngữ "hiệp sĩ" đã xuất hiện muộn hơn; lần đầu tiên sử dụng nó xuất hiện trong bài thơ thế kỷ 14 Sir Gawain and the Green Knight. Những câu chuyện về hiệp sĩ vẫn phổ biến với khán giả lịch sự trong suốt cuối thời Trung cổ. Chúng được viết bằng tiếng Trung Pháp, Trung Anh và Trung Đức.
Vào thế kỷ 16, thể loại này trở nên rất phổ biến ở bán đảo Iberia; Amadis de Gaula là một trong những câu chuyện về hiệp sĩ thành công nhất trong thời kỳ này. Trong Don Quixote (1605), Miguel de Cervantes đã khắc họa những mối tình lãng mạn và sự nổi tiếng của họ. Những câu chuyện về hiệp sĩ sau đó không còn hợp thời trong hai thế kỷ, cho đến khi chúng tái xuất hiện dưới dạng tiểu thuyết lịch sử trong Chủ nghĩa lãng mạn.